# Maria Tsoukanova
Maria Tsoukanova (russe : Мария Цуканова; 14 septembre 1924 – 15 août 1945) est une médecin du 355e Bataillon d'infanterie Indépendant de la Garde marine de la Flotte du Pacifique pendant la Seconde Guerre mondiale. Après sa mort au combat en août 1945, elle reçoit à titre posthume le titre d'Héroïne de l'Union soviétique  le 14 septembre 1945, devenant ainsi la seule femme qui a combattu dans la guerre soviéto-japonaise à recevoir le titre,.

## Enfance et éducation
Tsoukanova est née le 14 septembre 1924 dans une famille de paysans russes d'Omsk dans la République socialiste fédérative soviétique de Russie. Son père meurt avant sa naissance. Sa mère, institutrice, se remarie cinq ans plus tard, et fait déménager la famille en Khakassie. Sa mère et son beau-père participent activement à son éducation. Après avoir terminé l'école primaire à Tashtyp, elle entre à l'école secondaire mais abandonne en 1941, après l'invasion de l'Union soviétique. Elle entreprend des études pour travailler comme opératrice de téléphone après le déploiement de son frère et de son beau-père ;  son frère est tué au combat, elle demande alors à rejoindre son régiment pour se battre à sa place mais elle est refusée. À partir de décembre 1941, elle travaille comme infirmière dans un hôpital de Rostov. Quand elle et le reste de sa famille sont déplacés à Irkoutsk, elle trouve du travail dans un établissement de production d'avions tout en prenant des cours de médecine et de rejoindre le Komsomol.

## Carrière militaire
En avril 1942, elle demande de nouveau à être envoyée sur le front européen, mais, après la mise en place d'un détachement naval féminin dans le Pacifique en mai, elle est envoyée dans le Pacifique se battre contre les Japonais. Elle entre dans le 51e bataillon des carabiniers comme aiguilleuse. Elle est ensuite réaffectée au 100e et au 419e batteries d'artillerie comme un télémètre. En 1944, elle est envoyée faire un stage à l'Hôpital de la Marine no 8 de Vladivostok, et après l'achèvement de sa formation, elle est de nouveau déployée comme aide-soignante militaire du 355e Bataillon d'Infanterie Indépendant de la Garde. Le bataillon participe à de violents combats durant la guerre soviéto-japonaise ; plusieurs jours après l'invasion soviétique de la région de Manchoukouo, elle fait partie d'un groupe chargé de prendre le contrôle du port de Seysin (aujourd'hui Chongjin en Corée du Nord). Les avions sont bombardés par les Japonais et elle aide à la prise en charge des blessés de l'attaque. Après l'atterrissage, elle fournit régulièrement des soins médicaux aux blessés, les transportant avec leurs armes en lieu sûr. Au cours de deux jours de combat intense, elle sauve la vie d'environ 52 parachutistes soviétiques. Après avoir été blessée aux jambes sur le champ de bataille, elle improvise un bandage mais refuse de battre en retraite. Elle traverse alors le champ de bataille vers un groupe de soldats encerclés par les Japonais, tirant à la mitrailleuse sur les soldats ennemis et tente d'établir une position défensive pour attendre les renforts afin d'évacuer les blessés mais ils sont en sous-effectif face aux Japonais et les hommes et elle sont capturés par les Japonais. Cherchant des informations sur les opérations militaires soviétiques, Tsoukanova est torturée par les Japonais, qui lui crèvent les yeux et la mutilent avant de l'enterrer,.

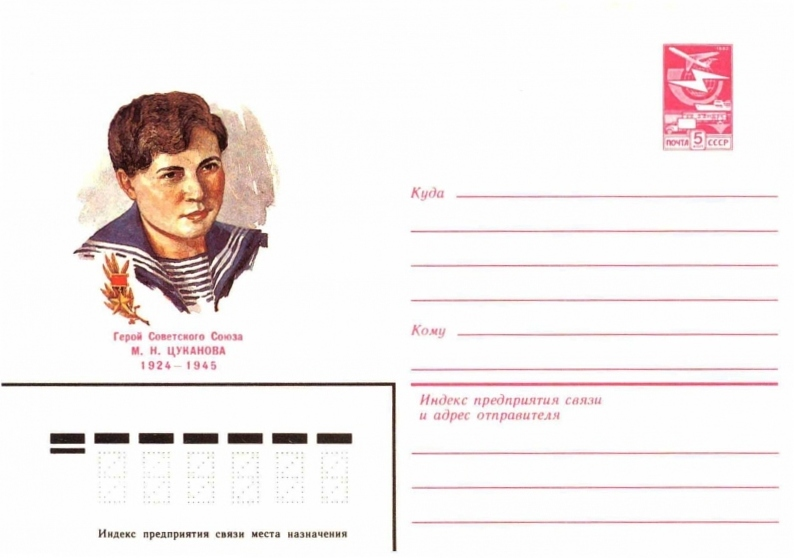
1983 : enveloppe soviétique mettant en vedette Tsukanova.

## Distinctions
- Héros de l'Union soviétique
- Ordre de Lénine

## Hommages
- Un monument aux soldats soviétiques morts dans cette guerre est érigé sur la fosse commune où elle a été enterrée, accompagné d'un buste[6].
- Les villes de Vladivostok, où elle a étudié la médecine pendant plusieurs mois et de Fokino érigèrent également des statues à son image[7].
- En 1983, l'URSS publie une enveloppe portant son portrait (photo).
- La plaque commémorative avec la flamme éternelle d'Irkoutsk sur la rue Lénine liste son nom avec ceux des autres Héros de l'Union soviétique ayant vécu dans la ville. Son nom est aussi gravé sur d'autres monuments dont le Mémorial aux Héros de l'Union soviétique ayant combattu dans le Pacifique à Vladivostok[8].
- L'école secondaire no 34 d'Irkoutsk est renommée en son honneur[9].
- Son histoire est racontée (de façon un peu modifiée) dans le film russo-nord-coréen de 1988, Du printemps à l'été avec dans le rôle-titre, Elena Dobrycheva[10].